# Taurolema cicatricosa
Taurolema cicatricosa är en skalbaggsart som beskrevs av Lane 1966. Taurolema cicatricosa ingår i släktet Taurolema och familjen långhorningar. Inga underarter finns listade i Catalogue of Life.